# Pierre Regnée
Pierre Regnée est un homme politique français né le 2 novembre 1761 à Honfleur (Calvados) et mort le 9 décembre 1834 à Caen.

## Biographie
Négociant et armateur, il est greffier du tribunal de commerce de Pont-l'Evêque en 1792, puis procureur syndic du district en 1793. Président de l'administration centrale du département, il est élu député du Calvados au Conseil des Cinq-Cents le 25 germinal an VII. Il est ensuite conseiller à la cour d'appel de Caen, et devient président de chambre en 1818.